# Apistosia phaeoleuca
Apistosia phaeoleuca là một loài bướm đêm thuộc phân họ Arctiinae, họ Erebidae.